# Raichur (distrikt)
Raichur (engelska: Raichur district, franska: District de Raichur, gujarati: રાયચૂર જિલ્લો, hindi: रायचूड़ जिला, kannada: ರಾಯಚೂರು, marathi: रायचूर जिल्हा, sanskrit: रायचूरुमण्डलम्) är ett distrikt i Indien.   Det ligger i delstaten Karnataka, i den södra delen av landet, 1 400 km söder om huvudstaden New Delhi. Antalet invånare är 1 928 812. Arean är 8 386 kvadratkilometer. Raichur gränsar till Bijapur (distrikt) och Kurnool.
Terrängen i Raichur är platt österut, men västerut är den kuperad.
Följande samhällen finns i Raichur:
- Rāichūr
- Sindhnūr
- Mānvi
- Lingsugūr
- Maski
- Devadurga
- Mudgal
- Sirvār
- Kavitāl
- Hutti
- Turbihāl
- Gurgunta
- Bāgalwād
- Galag